# Bartolus

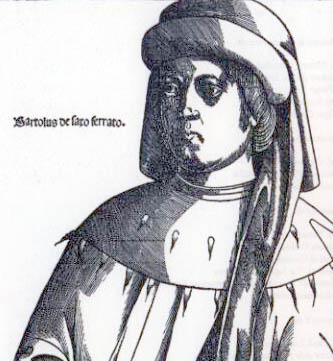
Bartolo da Sassoferrato

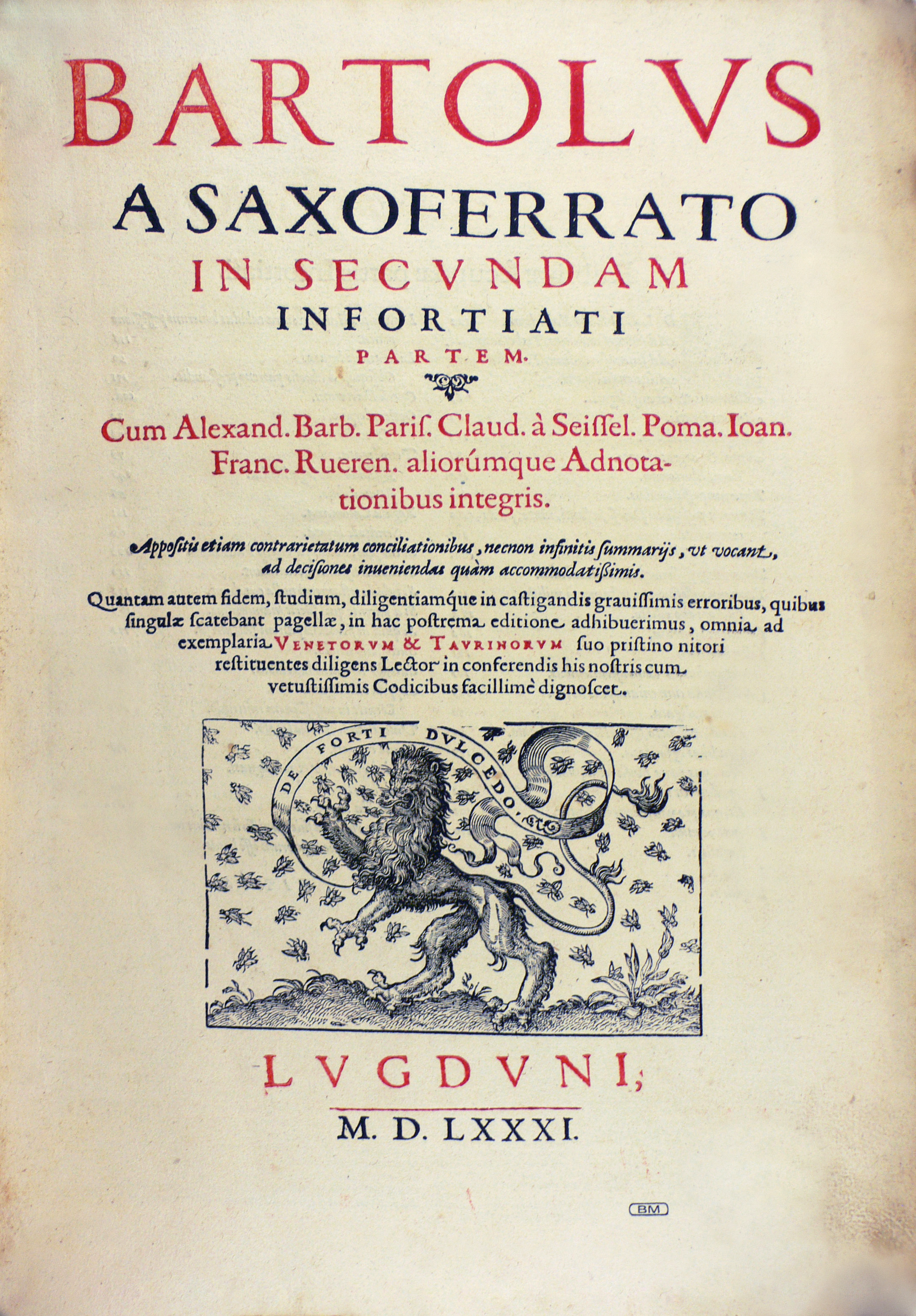
Opera omnia, 1581 (Milano, Fondazione Mansutti).

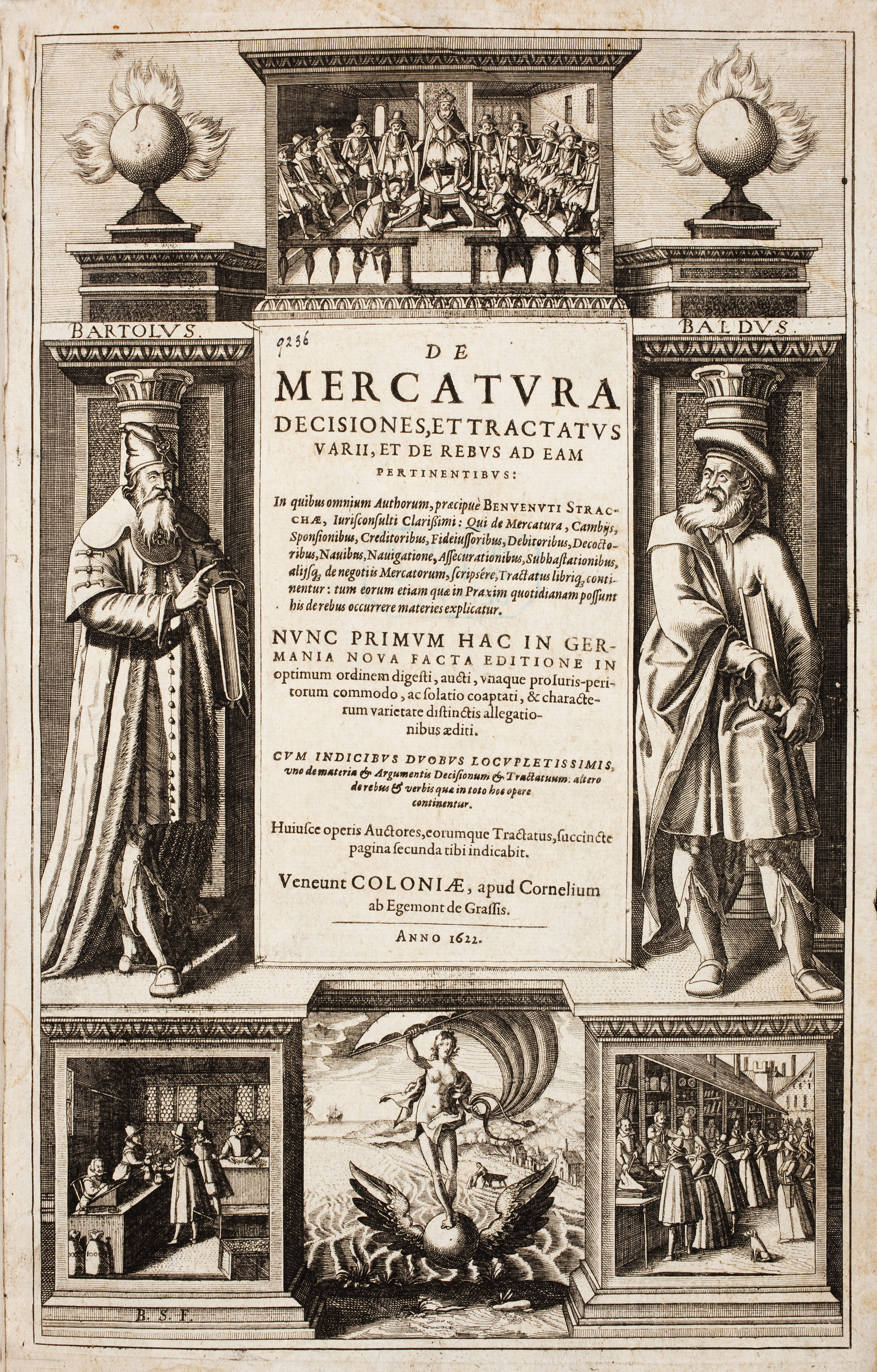
Bartolus de Saxoferrato links op de titelpagina van Benvenutus Straccha (Benvenuto Stracca): De mercatura decisiones, 1671

Bartolus de Saxoferrato, in het Italiaans Bartolo da Sassoferrato (Venatura, 1313 – Perugia, 13 juli 1357) was een Italiaanse professor in de rechten en een van de prominentste continentale juristen uit de middeleeuwen. Hij hoorde bij de school die de 'commentatoren' werd genoemd (ook wel postglossatoren). De bewondering van latere generaties advocaten en juristen is te zien in de uitspraak nemo bonus íurista nisi bartolista. Vrij vertaald betekent dit dat niemand een goed jurist is als hij geen bartolist is, met andere woorden een volger van Bartolus.

## Leven en werk
Bartolus is geboren in het dorpje Venatura dicht bij Sassoferrato in de Italiaanse regio Marche. Zijn vader was Franciscus Severi, zijn moeder was van de Alfani-familie. Hij leerde Romeins recht aan de universiteit van Perugia onder toeziend oog van Cinus en aan de universiteit van Bologna onder toeziend oog van Oldradus en Belvisio en promoveerde tot doctor in de rechten in 1334. In 1339 begon hij te Pisa te onderwijzen, later ook in Perugia. Hij heeft het niveau van Perugia's rechtsschool laten stijgen tot het niveau van dat van Bologna, en deze stad maakte hem dan ook ereburger in 1348. In 1355 wees keizer Karel IV hem aan als Consiliarius. In Perugia werden de broers van Baldus de Ubaldis, Angelus en Petrus, zijn leerlingen. Op de vroege leeftijd van 43 jaar stierf Bartolus in Perugia, waar tot op de dag van vandaag een magnifiek monument zijn bestaan eert in de kerk van San Francesco. Op het monument staat een simpele inscriptie: "Ossa Bartoli".
Ondanks zijn korte leven liet Bartolus een enorme hoeveelheid werk na. Hij schreef commentaren op alle delen van het Corpus Iuris Civilis (met als uitzondering de Instituten). Hij is ook de auteur van vele verhandelingen over specifieke onderwerpen. Onder deze verhandelingen is het waard zijn boek te vermelden dat recht koppelt aan rivieren, De fluminibus seu Tyberiadis. Ook zijn er bijna 400 juridische adviezen (consilia) geschreven voor particuliere partijen.
Bartolus ontwikkelde vele nieuwe juridische concepten welke later onderdeel werden van de traditie van het privaatrecht. Zijn bijdragen over conflicterende wetten worden tot zijn belangrijkste werk gerekend. Bartolus verhandelde ook veel over variërende constitutionele juridische onderwerpen. In zijn Tractatus de insigniis et armis (verhandeling over onderscheidingstekens en wapens), bediscussieerde hij niet alleen het recht om een wapen aan te nemen maar ook handelsrecht. Hij stelde dat een ieder het recht heeft een wapen aan te nemen, mits men daarmee niet het wapen van een ander usurpeert. Dit in tegenstelling tot andere juristen die van mening waren dat de vorst het alleenrecht had een wapen te verlenen.

## Nalatenschap
Hoewel hij voor de tijd waarin hij leefde al behoorlijk beroemd was, werd Bartolus later gezien als de grootste jurist van het Romeinse recht na de renaissance. Dit blijkt niet alleen uit de quote van hierboven, maar ook uit het feit dat de statuten van zowel Spanje 1427 / 1433 en Portugal 1446 een regeling bevatten dat zijn meningen gevolgd dienen te worden als de Romeinse bronteksten en de accursische glossen zwegen. Zelfs in Engeland, waar nooit een gecodificeerd civiel rechtensysteem is ingevoerd, werd hij gerespecteerd als groot jurist. Hij heeft In Engeland juridische schrijvers als Alberico Gentili en Richard Zouch beïnvloed.
Door zijn beroemdheid is zijn naam vaak gebruikt in Italiaanse toneelstukken in de rol van een stijve en pedante advocaat. Een bekend voorbeeld is Dr. Bartolo in Gioacchino Rossini's opera Il barbiere di Siviglia en in Mozarts Le nozze di Figaro (Het huwelijk van Figaro).